# Stonebroom
Stonebroom – wieś w Anglii, w hrabstwie Derbyshire, w dystrykcie North East Derbyshire. Leży 25 km na północ od miasta Derby i 200 km na północny zachód od Londynu.